# Maciej Tanaś
Maciej Radosław Tanaś (ur. 29 października 1950 w Gdyni) – polski pedagog, doktor habilitowany nauk humanistycznych, profesor nadzwyczajny Akademii Pedagogiki Specjalnej im. Marii Grzegorzewskiej w Warszawie, od 2012 dziekan Wydziału Nauk Pedagogicznych APS.

## Życiorys
W 1981 na Wydziale Pedagogicznym Uniwersytetu Warszawskiego uzyskał stopień naukowy doktora na podstawie rozprawy pt. Znamiona oceny sprawiedliwej w opinii badanych nauczycieli i uczniów. Na tym samym Wydziale w 1998 otrzymał stopień doktora habilitowanego nauk humanistycznych w zakresie pedagogiki, specjalność: pedagogika na podstawie dorobku naukowego oraz rozprawy pt. Edukacyjne zastosowanie komputerów.
Został profesorem nadzwyczajnym Uniwersytetu Warszawskiego, a następnie Akademii Pedagogiki Specjalnej im. Marii Grzegorzewskiej w Warszawie.
W 2012 został wybrany dziekanem Wydziału Nauk Pedagogicznych APS.
W 2017 uzyskał doktorat honoris causa Winnickiego Państwowego Uniwersytetu Pedagogicznego im. Michała Kociubińskiego.
Członek Komitetu Nauk Pedagogicznych Polskiej Akademii Nauk oraz Kapituły Medalu „Zasłużony dla Rozwoju Pedagogiki” KNP PAN, a także Polskiego Towarzystwa Technologii i Mediów Edukacyjnych, Polskiego Towarzystwa Pedagogicznego, Rady Naukowej Muzeum Harcerstwa i innych. 
Jest redaktorem naczelnym anglojęzycznego, międzynarodowego czasopisma naukowego International Journal of Pedagogy, Innovation and New Technologies (IJPINT).

## Odznaczenia
- Krzyż Oficerski Orderu Odrodzenia Polski (2025)[8]
- Krzyż Kawalerski Orderu Odrodzenia Polski (2017)[9]
- Złoty Krzyż Zasługi (2011)[10]
- Odznaka Honorowa za Zasługi dla Ochrony Praw Dziecka (2016)[11]

## Wybrane publikacje
- Edukacyjne zastosowanie komputerów (1998)
- Pedagogika a środki informatyczne i media (2004, 2005)
- Technologia informacyjna w procesie dydaktycznym (2005)
- Leksykon pedagogiczny angielsko-polsko-ukraiński (współautor, 2006)
- Kultura i język mediów (2007)
- Poland. Overview of the Vocational Education and Training System (współautor, 2007)[2]
- Cyfrowa przestrzeń kształcenia (wspólnie z Sylwią Galanciak, 2015)
- Nastolatki wobec Internetu (2016)
- Nastolatki 3.0. Raport z badania (współautor, 2017)
- Mistrz i uczeń w cyberprzestrzeni (wspólnie z Sylwią Galanciak, 2018)
- BigData w edukacji. Content 1.0 – prototyp aplikacji do analizy treści internetu (współautor, 2019)
- Otwarte zasoby edukacyjne w perspektywie pedagogicznej (wspólnie z Sylwią Galanciak, 2020)
- Zdalne kształcenie akademickie w czasie pandemii (współautor, 2020)
- Technologie informacyjno-komunikacyjne w edukacji. 10 pytań do ludzi nauki (2020)
- The New Educational Review (2024) Special Issue: Media Pedagogy in the Face of the Challenges of the 21st Century (Editors: M. Tanaś, S. Galanciak) [12]